# Саличето (Италия)
Вижте пояснителната страница за други значения на Саличето.
Саличѐто (на италиански: Saliceto; на пиемонтски: Sarscej, Саръшей) е село и община в Северна Италия, провинция Кунео, регион Пиемонт. Разположено е на 389 m надморска височина. Населението на общината е 1403 души (към 2010 г.).